# Eratoena septentrionalis
Eratoena septentrionalis is een slakkensoort uit de familie van de Eratoidae. De wetenschappelijke naam van de soort is voor het eerst geldig gepubliceerd in 1977 door Cate.